# El Hoyo
El Hoyo är en ort i Argentina.   Den ligger i provinsen Santiago del Estero, i den norra delen av landet, 1 000 km nordväst om huvudstaden Buenos Aires. El Hoyo ligger 176 meter över havet och antalet invånare är 2 162.
Terrängen runt El Hoyo är mycket platt. Trakten runt El Hoyo är nära nog obefolkad, med mindre än två invånare per kvadratkilometer..
I omgivningarna runt El Hoyo växer i huvudsak lövfällande lövskog.